# 5e cérémonie des St. Louis Film Critics Association Awards
La 5e cérémonie des St. Louis Film Critics Association Awards, décernés par la St. Louis Film Critics Association, a eu lieu le 21 décembre 2008, et a récompensé les films réalisés dans l'année.

## Palmarès

### Meilleur film
- L'Étrange Histoire de Benjamin Button (The Curious Case of Benjamin Button)
  - Harvey Milk (Milk)
  - Slumdog Millionaire
  - The Dark Knight : Le Chevalier noir (The Dark Knight)
  - Frost/Nixon

### Meilleur réalisateur
- Danny Boyle pour Slumdog Millionaire
  - Ron Howard pour Frost/Nixon
  - David Fincher pour Frost/Nixon
  - Gus Van Sant pour Harvey Milk (Milk)
  - Christopher Nolan pour The Dark Knight : Le Chevalier noir (The Dark Knight)

### Meilleur acteur
- Sean Penn pour le rôle de Harvey Milk dans Harvey Milk (Milk)
  - Frank Langella pour le rôle de Richard Nixon dans Frost/Nixon
  - Richard Jenkins pour le rôle du Professeur Walter Vale dans The Visitor
  - Mickey Rourke pour le rôle de Randy "The Ram" Robinson dans The Wrestler
  - Leonardo DiCaprio pour le rôle de Frank Wheeler dans Les Noces rebelles (Revolutionary Road)

### Meilleure actrice
- Kate Winslet pour le rôle d'April Wheeler dans Les Noces rebelles (Revolutionary Road) et celui d'Hanna Schmidtz dans The Reader
  - Angelina Jolie pour le rôle de Christine Collins dans L'Échange (Changeling)
  - Cate Blanchett pour le rôle de Daisy dans L'Étrange Histoire de Benjamin Button (The Curious Case of Benjamin Button)
  - Anne Hathaway pour le rôle de Kym dans Rachel se marie (Rachel Getting Married)

### Meilleur acteur dans un second rôle
- Heath Ledger pour le rôle du Joker dans The Dark Knight : Le Chevalier noir (The Dark Knight)
  - Josh Brolin pour le rôle de Dan White dans Harvey Milk (Milk)
  - Robert Downey Jr. pour le rôle de Kirk Lazarus dans Tonnerre sous les tropiques (Tropic Thunder)
  - Michael Shannon pour le rôle de John Givings dans Les Noces rebelles (Revolutionary Road)
  - Jeffrey Wright pour le rôle de Muddy Waters dans Cadillac Records
  - John Malkovich pour le rôle d'Osborne Cox dans Burn After Reading

### Meilleure actrice dans un second rôle
- Viola Davis pour le rôle de Mrs. Miller dans Doute (Doubt)
  - Taraji P. Henson pour le rôle de Queenie dans L'Étrange Histoire de Benjamin Button (The Curious Case of Benjamin Button)
  - Penélope Cruz pour le rôle de María Elena dans Vicky Cristina Barcelona
  - Marisa Tomei pour le rôle de Cassidy dans The Wrestler
  - Frances McDormand pour le rôle de Linda Litzke dans Burn After Reading
  - Amy Adams pour le rôle de Sœur James dans Doute (Doubt)

### Meilleur scénario
- Frost/Nixon – Peter Morgan
  - L'Étrange Histoire de Benjamin Button (The Curious Case of Benjamin Button) – Eric Roth et Robin Swicord
  - Gran Torino – Nick Schenk
  - Slumdog Millionaire – Simon Beaufoy
  - Harvey Milk (Milk) – Dustin Lance Black

### Meilleure photographie
- Australia – Mandy Walker
  - L'Étrange Histoire de Benjamin Button (The Curious Case of Benjamin Button) – Claudio Miranda
  - The Dark Knight : Le Chevalier noir (The Dark Knight) – Wally Pfister
  - Les Noces rebelles (Revolutionary Road) – Roger Deakins
  - Slumdog Millionaire – Anthony Dod Mantle
  - Harvey Milk (Milk) – Harris Savides

### Meilleurs effets visuels
- The Dark Knight : Le Chevalier noir (The Dark Knight)
  - L'Étrange Histoire de Benjamin Button (The Curious Case of Benjamin Button)
  - Iron Man
  - Speed Racer)
  - WALL-E
  - Synecdoche, New York

### Meilleure musique de film
- The Visitor
  - Gran Torino
  - WALL-E
  - Cadillac Records
  - The Dark Knight : Le Chevalier noir (The Dark Knight)

### Meilleure comédie ou film musical
- Burn After Reading
  - Les Grands Frères (Role Models)
  - Sans Sarah, rien ne va ! (Forgetting Sarah Marshall)
  - Tonnerre sous les tropiques (Tropic Thunder)
  - Zack et Miri font un porno (Zack and Miri Make a Porno)

### Meilleur film en langue étrangère
- Slumdog Millionaire •  Inde /  Royaume-Uni /  États-Unis
  - Morse •  Suède
  - Entre les murs •  France
  - Il y a longtemps que je t'aime •  France
  - Ne le dis à personne •  France

### Meilleur film d'animation
- WALL-E
  - Kung Fu Panda
  - Madagascar 2 (Madagascar: Escape 2 Africa)
  - Volt, star malgré lui (Bolt)
  - Chicago 10
  - Valse avec Bachir (Waltz with Bashir)

### Meilleur film documentaire
- Le Funambule (Man on Wire)
  - Body of War
  - Pray the Devil Back to Hell
  - Shine a Light
  - Standard Operating Procedure

### Most Original, Innovative or Creative Film
- L'Étrange Histoire de Benjamin Button (The Curious Case of Benjamin Button)
  - WALL-E
  - Speed Racer
  - Valse avec Bachir (Waltz with Bashir)
  - Slumdog Millionaire
  - Synecdoche, New York